# Das tosende Himmelbett
Das tosende Himmelbett (Originaltitel: Pigen og pressefotografen) ist ein dänischer Spielfilm von Sven Methling aus dem Jahr 1963. Das Drehbuch wurde von Solveig Ersgaard verfasst. Die Hauptrollen sind mit Jerry Dirch Passer, Ghita Nørby und Judy Gringer besetzt. In Dänemark kam der Film das erste Mal am 15. Februar 1963 in die Kinos, in der Bundesrepublik Deutschland am 4. März 1966.

## Handlung
Bastian ist der intelligente Fotoreporter des Kopenhagener Tag-Blättchens „Guck und Hör“. Im Privatleben ist er ein einfacher, 1,92 Meter großer Mann mit der Haut eines Elefanten und einer Pferdemähne. Darum merkt er auch nicht, dass seine Kollegin Lene Kristiansen, die Briefkastentante der Zeitung, ihn seit langer Zeit im Stillen anhimmelt. Das Ganze dreht sich um ein sehr aktuelles Problem: eine Wohnung. Um ihm eine nette Wohnung zu beschaffen, heiratet Lene Bastian, aber nur „pro forma“, um ihn auf diese Weise in den Genuss einer Wohnung für Ehepaare mit oder „unterwegs seiendem“ Nachwuchs zu bringen. Dann wollten sich beide scheiden lassen.
Um den Sachverhalt zu komplizieren, mischen sich die entzückende Sekretärin einer Tiefseebiologin und ein Beamter des Wohnungsamtes ein. Der Letztgenannte stellt dann fest, dass für die erhaltenen Räume mindestens zwei Kinder „notwendig“ sind. Das aber wird Bastian zu viel, das kann er Lene nicht antun.
Beide trennen sich und Bastian merkt dann, dass er Lene doch liebt, was natürlich nur den einen Schluss übrig lässt: Die beiden bleiben zusammen.

## Kritik
Der Evangelische Filmbeobachter urteilt: „Es wird versucht, die alte Film-Groteske ins Moderne zu übersetzen, was nur zum Teil gelingt. Für alle möglich, aber nicht zu empfehlen.“ Eine ähnliche Meinung vertritt das Lexikon des Internationalen Films. Es zieht folgendes Fazit: „Um viel Situationskomik bemühtes dänisches Lustspiel, nett unterhaltsam.“